# Oaivvošvárjávri
Oaivvošvárjávri eller Oivasjärvi är en sjö i kommunen Enare i landskapet Lappland i Finland. Sjön ligger 191,1 meter över havet. Arean är 50 hektar och strandlinjen är 3,08 kilometer lång. Sjön  ingår i Pasvik älvs huvudavrinningsområde.   Den ligger omkring 320 kilometer norr om Rovaniemi och omkring 1000 kilometer norr om Helsingfors. 